# Список объектов всемирного наследия ЮНЕСКО в Японии
В списке объектов всемирного наследия ЮНЕСКО в Японии значится 21 наименование (на 2017 год), что составляет 1,7 % от общего числа (1248 на 2025 год).
17 объектов включены в список по культурным критериям, 4 объекта — по природным. Буддистские памятники в местности Хорюдзи, замок Химедзи, синтоистское святилище Ицукусима, святилища и храмы Никко и Национальный музей западного искусства признаны шедеврами человеческого созидательного гения (критерий i). Остров Якусима признан природным феноменом или пространством исключительной природной красоты и эстетической важности (критерий vii).
Кроме этого, по состоянию на 2017 год, 9 объектов на территории государства находятся в числе кандидатов на включение в список всемирного наследия, все по культурным критериям.
Япония ратифицировала Конвенцию об охране всемирного культурного и природного наследия 30 июня 1992 года Первый объект на территории Японии был занесён в список в 1993 году на 17-й сессии Комитета всемирного наследия ЮНЕСКО.

## Список
В данной таблице объекты расположены в порядке их добавления в список всемирного наследия ЮНЕСКО.
| #  | Изображение | Название | Местоположение                                                                               | Время создания | Год внесения в список | №    | Критерии        |
| -- | ----------- | --- | -------------------------------------------------------------------------------------------- | -------------- | --------------------- | ---- | --------------- |
| 1  |             | Буддийские памятники в местности Хорю-дзи (яп. 法隆寺 — Храм процветающей дхармы)                                                                                        | Икаруга, префектура Нара                                                                     | 607            | 1993                  | 660  | i, ii, iv, vi   |
| 2  |             | Замок Химэдзи (яп. 姫路城 — Замок белой цапли) | Химедзи, префектура Хёго                                                                     | 1333—1346      | 1993                  | 661  | i, iv           |
| 3  |             | Остров Якусима (яп. 屋久島) | Префектура Кагосима                                                                          | —              | 1993                  | 662  | vii, ix         |
| 4  |             | Горы Сираками (яп. 白神山地, букв. «горные земли белого бога») | Север острова Хонсю                                                                          | —              | 1993                  | 663  | ix              |
| 5  |             | Исторические памятники старой части Киото и в городах Удзи и Оцу | Префектура Киото, Префектура Сига                                                            | 806            | 1994                  | 688  | ii, iv          |
| 6  |             | Исторические сёла Сиракава-го и Гокаяма | Префектура Тояма, префектура Гифу                                                            | —              | 1995                  | 734  | iv, v           |
| 7  |             | Мемориал Мира в Хиросиме (купол Генбаку) (яп. 原爆ドーム) | Хиросима, префектура Хиросима                                                                | XX век         | 1996                  | 775  | vi              |
| 8  |             | Синтоистское святилище Ицукусима (яп. 厳島神社) | Ицукусима, префектура Хиросима                                                               | VI в.          | 1996                  | 776  | i, ii, iv, vi   |
| 9  |             | Памятники исторической части города Нара: Тодай-дзи, Кофуку-дзи, Касуга-тайся, Ганго-дзи, Якуси-дзи, Тосёдай-дзи, дворец Хэйдзё                                          | префектура Нара                                                                              | VIII в.        | 1998                  | 870  | ii, iii, iv, vi |
| 10 |             | Святилища и храмы Никко (яп. 日光市, букв. «солнечный свет») | Префектура Тотиги                                                                            | IV—VIII вв.    | 1999                  | 913  | i, iv, vi       |
| 11 |             | Замки «гусуку» и связанные с ними памятники древнего царства на островах Рюкю (яп. 御城)                                                                                 | Остров Окинава                                                                               | XII—XVII вв.   | 2000                  | 972  | ii, iii, vi     |
| 12 |             | Священные места и дороги паломников в горах Кии (яп. 熊野古道) | Префектура Вакаяма                                                                           | X—XI вв.       | 2004                  | 1142 | ii, iii, iv, vi |
| 13 |             | Полуостров Сиретоко (остров Хоккайдо) (яп. 知床国立公園) | Остров Хоккайдо                                                                              | —              | 2005                  | 1193 | ix, x           |
| 14 |             | Серебряные копи Ивами Гинзан (яп. 石見銀山) | Префектура Симане, остров Хонсю                                                              | 1526           | 2007                  | 1246 | ii, iii, v      |
| 15 |             | Хираизуми — Храмы, сады и археологические памятники, изображающие буддистскую Чистую Землю (яп. 平泉町)                                                                  | Префектура Иватэ                                                                             | —              | 2011                  | 1277 | ii, vi          |
| 16 |             | Острова Огасавара (яп. 小笠原群島 Огасавара сёто:) | Префектура Токио                                                                             | —              | 2011                  | 1362 | ix              |
| 17 |             | Фудзияма, святыня и источник художественного вдохновения (яп. 富士山 Фудзисан)                                                                                           | на границе префектур Сидзуока и Яманаси                                                      | —              | 2013                  | 1418 | iii, vi         |
| 18 |             | Фабрика по производству шелка в городе Томиока и сопутствующие объекты (яп. 富岡製糸場と絹産業遺産群)                                                                    | Префектура Гумма                                                                             | 1872           | 2014                  | 1449 | ii, iv          |
| 19 |             | Памятники промышленной революции эпохи Мэйдзи: заводы, верфи и угольные шахты (яп. 明治日本の産業革命遺産 製鉄・製鋼、造船、石炭産業)                                    | Префектуры Ямагути, Кагосима, Сага, Иватэ, Нагасаки, Фукуока, Сидзуока                       | XIX—XX века    | 2015                  | 1449 | ii, iv          |
| 20 |             | Архитектурное наследие Ле Корбюзье: выдающийся вклад в модернизм (яп. ル・コルビュジエの建築作品-近代建築運動への顕著な貢献-): а) Национальный музей западного искусства | Префектура Токио (совместно с Аргентиной, Бельгией, Германией, Индией, Францией, Швейцарией) | XX век         | 2016                  | 1321 | i, ii, vi       |
| 21 |             | Священный остров Окиносима и связанные с ним объекты в регионе Мунаката (яп. 「神宿る島」宗像・沖ノ島と関連遺産群)                                                       | Префектура Фукуока                                                                           | IV—IX века     | 2017                  | 1535 | ii, iii         |

## Предварительный список
В данной таблице объекты расположены в порядке их добавления в Предварительный список.
| # | Изображение | Название | Местоположение                             | Время создания | Год внесения в список | №    | Критерии           |
| - | ----------- | --- | ------------------------------------------ | -------------- | --------------------- | ---- | ------------------ |
| 1 |             | Храмы, святыни и постройки древнего города Камакура (яп. 鎌倉市)                                              | Префектура Канагава                        | 1192—1868      | 1992                  | 370  | i, ii, iii, iv, vi |
| 2 |             | Замок Хикунэ (яп. 彦根城)                                                                                     | Хиконэ, префектура Сига                    | 1603—1622      | 1992                  | 374  | i, ii, iii, iv     |
| 3 |             | Церкви и христианские постройки в городе Нагасаки                                                             | Префектура Нагасаки                        | —              | 2007                  | 5096 | ii, iii, iv, v, vi |
| 4 |             | Асука-Фудзивара: археологические памятники древней столицы Японии                                             | Префектура Нара                            | —              | 2007                  | 5097 | ii, iii, iv, v, vi |
| 5 |             | Археологические раскопки времен эпохи Дземон на острове Хоккайдо, в северном регионе Тохоку и других регионах | Префектура Хоккайдо, регион Тохоку         | —              | 2009                  | 5398 | iii, iv            |
| 6 |             | Модзу-Фуруити Кофунгун, скопление древних курганов                                                            | Префектура Осака                           | III—VI века    | 2010                  | 5570 | ii, iii, iv        |
| 7 |             | Комплекс культурно-исторических шахт в Садо, в основном золотых                                               | Префектура Ниигата                         | XVII век       | 2010                  | 5572 | ii, iii, iv        |
| 8 |             | Хираизуми — Храмы, сады и археологические памятники, изображающие буддистскую Чистую Землю (расширение)       | Префектура Иватэ                           | XII век        | 2012                  | 5760 | ii, iii, vi        |
| 9 |             | Остров Амами-Осима (а), остров Токуносима (б), северная часть острова Окинава (в) и остров Ириомоте (г)       | Префектуры Кагосима (а, б), Окинава (в, г) | —              | 2016                  | 5760 | ix, x              |